# 蒂埃
蒂埃（法語：Thueyts，法語發音：[tɥɛj]），法国东南部市镇，位于奥弗涅-罗讷-阿尔卑斯大区阿尔代什省，隶属于拉让蒂耶尔区，其市镇面积为21.8平方公里，2022年1月1日时人口数量为1,208人，在法国城市中排名第8,463位。
蒂埃位于阿尔代什省西部，阿尔代什河畔，法国国道N102线横穿境内。

## 地名来源

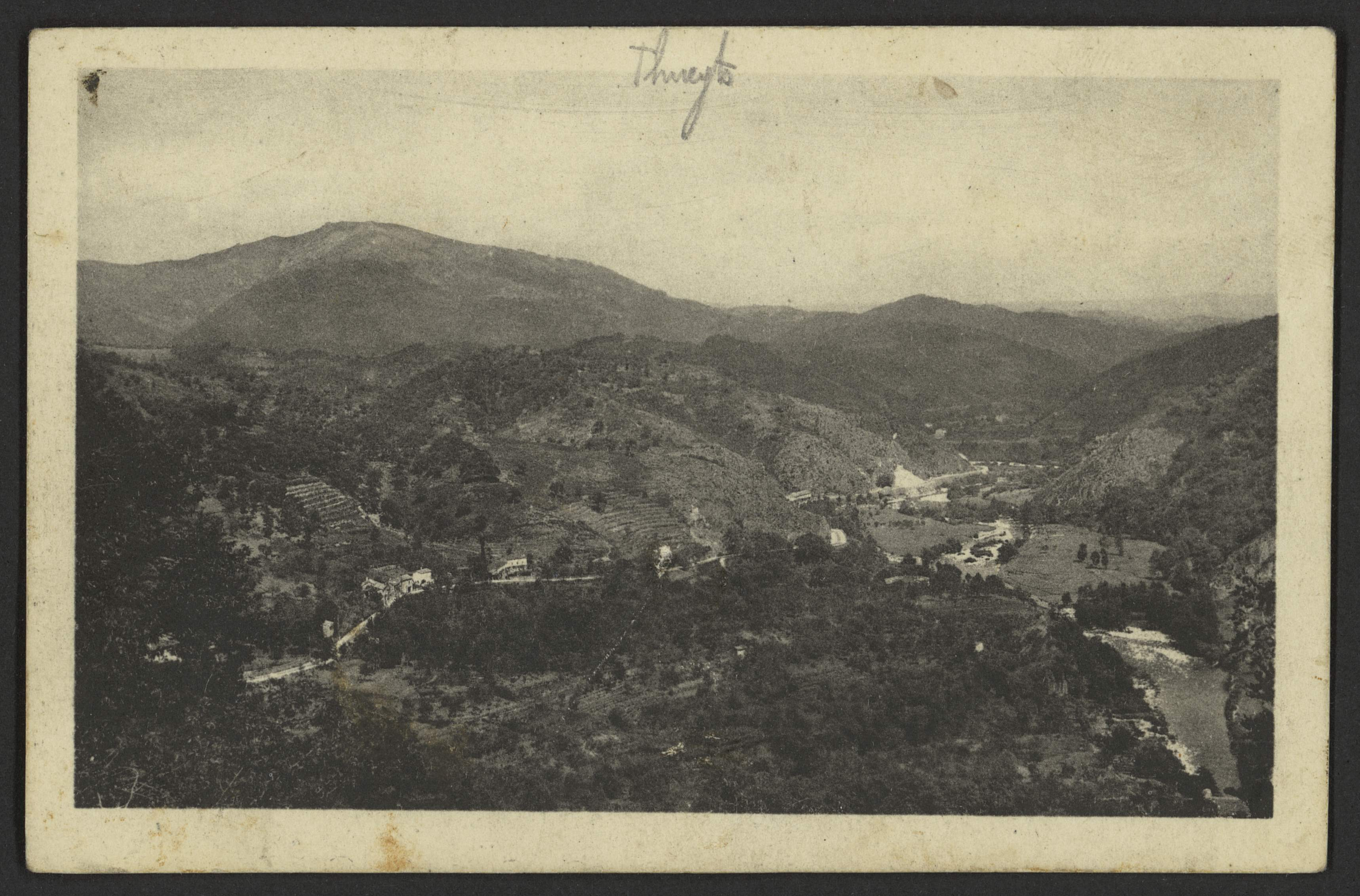
20世纪初蒂埃河谷

根据当地官方网站的论述，“Thueyts”最初以“Attegia”的形式被记载于加泽耶河畔莫纳斯捷圣沙夫尔修道院的一份文件中，该名称可能出自凯尔特语，意为“小屋子”。
蒂埃所处区域历史上曾通行奥克语维瓦赖-阿尔卑斯方言，“Thueyts”在奥克语维基百科中对应的拼写为“Tuèis”，在同语言下的Openstreetmap中则被标记为“Tuèits”。

## 历史
蒂埃的早期历史尚不清楚。根据当地官方网站的论述，蒂埃境内最初的房屋可能建于公元前121年。公元7世纪时，蒂埃境内的圣博齐尔小教堂（Chapelle Saint Bauzile）建成。950年，蒂埃领主Aldigier在此兴建沙德纳克城堡（Château de Chadenac），后在宗教战争期间被毁。1762年，沿阿尔代什河而建的道路建成，此乃国道N102线的前身。与此同时，当地建成了横跨阿尔代什河的魔鬼桥。法国大革命后，蒂埃成为阿尔代什省的一个市镇。1790至1794年间，沙德纳克（Chadenac）和塞尔库尔（Serrecourt）两个市镇整体并入蒂埃。1884年，蒂埃境内发生霍乱疫情。1913年，蒂埃西部的博尔纳被划出成为独立市镇。

## 地理

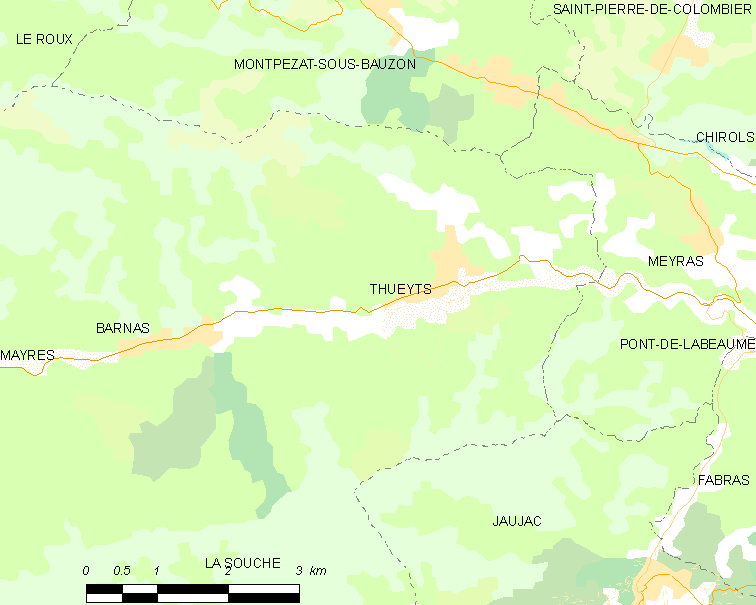
蒂埃市镇范围地图

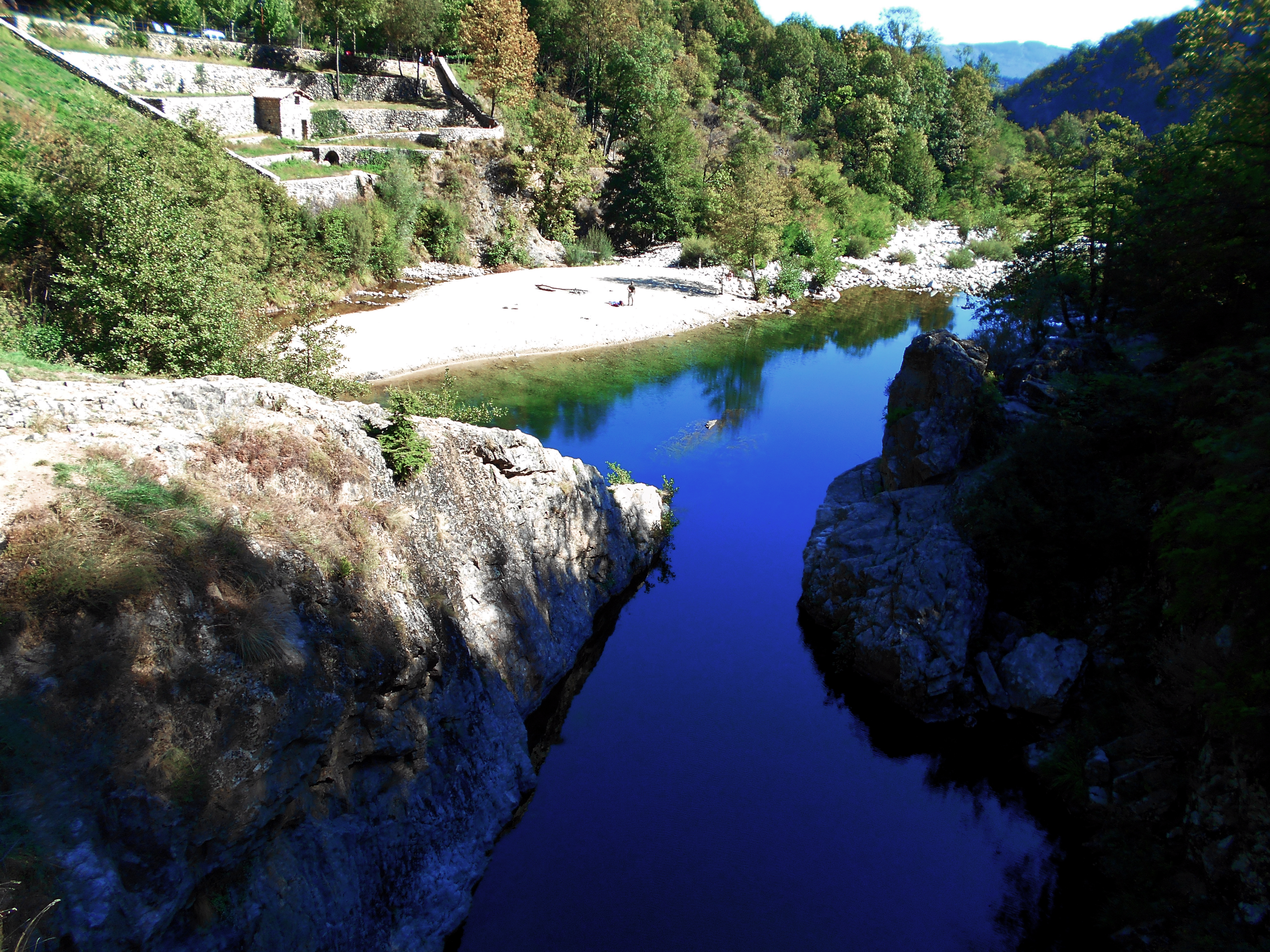
阿尔代什河蒂埃段

蒂埃位于法国东南部，奥弗涅-罗讷-阿尔卑斯大区南部和阿尔代什省西部，距离省会普里瓦大约48公里。与蒂埃接壤的市镇包括：巴尔纳斯、蒙珀扎苏博宗、拉苏什、梅拉斯和若雅克。

### 地形
蒂埃位于法国中央高原东部，维瓦赖山腹地，塔纳尔格腹地，境内以山地为主，市镇中心位于一处地势较为平坦的狭窄台面地带，南北两侧被山地夹击，全境海拔在340到1,149米之间。

### 水文
阿尔代什河自西向东流经蒂埃，其左右两岸有多条溪流汇入。

### 植被
蒂埃属于温带阔叶混交林区，是阿尔代什山自然保护区的组成部分，部分高海拔地区可能有针叶林分布，林地广泛分布于山地及河谷地带。
在鲜花城市的评比中，蒂埃暂未被评级。

### 气候
蒂埃在柯本气候分类法中属于带有山地及地中海特征的温带气候，受塞文气候影响，当地秋冬季节常出现强降水。
距离蒂埃最近的常年气象站位于巴尔纳斯境内，以下为该气象站的数据（其中日照数据取自欧布纳。）：
| 巴尔纳斯 1981年－2019年                 | 巴尔纳斯 1981年－2019年 | 巴尔纳斯 1981年－2019年 | 巴尔纳斯 1981年－2019年 | 巴尔纳斯 1981年－2019年 | 巴尔纳斯 1981年－2019年 | 巴尔纳斯 1981年－2019年 | 巴尔纳斯 1981年－2019年 | 巴尔纳斯 1981年－2019年 | 巴尔纳斯 1981年－2019年 | 巴尔纳斯 1981年－2019年 | 巴尔纳斯 1981年－2019年 | 巴尔纳斯 1981年－2019年 | 巴尔纳斯 1981年－2019年 |
| 月份                                    | 1月                     | 2月                     | 3月                     | 4月                     | 5月                     | 6月                     | 7月                     | 8月                     | 9月                     | 10月                    | 11月                    | 12月                    | 全年                    |
| --------------------------------------- | ----------------------- | ----------------------- | ----------------------- | ----------------------- | ----------------------- | ----------------------- | ----------------------- | ----------------------- | ----------------------- | ----------------------- | ----------------------- | ----------------------- | ----------------------- |
| 历史最高温 °C（°F）                     | 19.5 (67.1)             | 21.7 (71.1)             | 26.7 (80.1)             | 29.2 (84.6)             | 31.3 (88.3)             | 34.9 (94.8)             | 36.3 (97.3)             | 38.6 (101.5)            | 33.7 (92.7)             | 29.4 (84.9)             | 22.5 (72.5)             | 16.4 (61.5)             | 38.6 (101.5)            |
| 平均高温 °C（°F）                       | 7.4 (45.3)              | 9.2 (48.6)              | 13.4 (56.1)             | 15.9 (60.6)             | 20.3 (68.5)             | 24.6 (76.3)             | 27.6 (81.7)             | 27.2 (81.0)             | 21.5 (70.7)             | 16.6 (61.9)             | 11.2 (52.2)             | 7.3 (45.1)              | 16.9 (62.4)             |
| 日均气温 °C（°F）                       | 4 (39)                  | 5.2 (41.4)              | 8.5 (47.3)              | 11 (52)                 | 14.8 (58.6)             | 18.5 (65.3)             | 21.1 (70.0)             | 20.9 (69.6)             | 16.2 (61.2)             | 12.5 (54.5)             | 7.8 (46.0)              | 4.4 (39.9)              | 12.1 (53.8)             |
| 平均低温 °C（°F）                       | 0.7 (33.3)              | 1.1 (34.0)              | 3.7 (38.7)              | 6 (43)                  | 9.2 (48.6)              | 12.5 (54.5)             | 14.7 (58.5)             | 14.5 (58.1)             | 11 (52)                 | 8.4 (47.1)              | 4.3 (39.7)              | 1.4 (34.5)              | 7.3 (45.1)              |
| 历史最低温 °C（°F）                     | −9.5 (14.9)             | −10.7 (12.7)            | −11.6 (11.1)            | −1.8 (28.8)             | 0.3 (32.5)              | 4.7 (40.5)              | 6.8 (44.2)              | 6.7 (44.1)              | 2.5 (36.5)              | −3.5 (25.7)             | −6.5 (20.3)             | −9.9 (14.2)             | −11.6 (11.1)            |
| 平均降水量 mm（）                       | 169.8 (6.69)            | 101.4 (3.99)            | 87.4 (3.44)             | 148.7 (5.85)            | 145.3 (5.72)            | 88.9 (3.50)             | 55.7 (2.19)             | 87.8 (3.46)             | 222.1 (8.74)            | 285.2 (11.23)           | 311.8 (12.28)           | 228.7 (9.00)            | 1,932.8 (76.09)         |
| 月均日照時數                            | 132.1                   | 152.5                   | 208.4                   | 208.1                   | 242                     | 285.2                   | 314.6                   | 280                     | 218.3                   | 151.8                   | 127.3                   | 123.2                   | 2,443.5                 |
| 来源：infoclimat.fr、annuaire-mairie.fr |                         |                         |                         |                         |                         |                         |                         |                         |                         |                         |                         |                         |                         |

## 行政区划
蒂埃的市镇编号为07322，邮政编号为07330。
在行政管理方面，蒂埃隶属于法国奥弗涅-罗讷-阿尔卑斯大区阿尔代什省拉让蒂耶尔区；在地方选举方面，蒂埃是蒂埃县的中央投票站所在地，其市镇范围全境被划入阿尔代什省第三选区；在社会管理方面，蒂埃是河源-火山阿尔代什市镇公共社区的办公驻地。
截至2024年2月，蒂埃市镇范围内的暂无城市敏感街区及城市政策优先街区。
法国国家统计与经济研究所（简称）在进行数据统计时，未将蒂埃划入任何城市核心区（Unité urbaine）、城市区（Aire urbaine）及城市辐射区（Aire d'attraction）。此外，还将蒂埃市镇整体看作一个“块区”（IRIS），以便于统计人口分布情况。

## 交通

### 公路
法国国道N102线从蒂埃镇中心经过。奥弗涅-罗讷-阿尔卑斯城际巴士（商业名称为）E17线停靠蒂埃，可直通欧布纳、朗戈涅及蓬德拉博姆等地。
2020年，53.5%的蒂埃家庭拥有至少一辆私人汽车。2020年，蒂埃境内共发生各类交通事故1起，造成1人重伤。
| 16 | 65 |

| 18 | 64 |

| 普里瓦 | 48 |

| 勒泰伊 | 53 |

| 勒皮 | 71 |

| 朗戈涅 | 42 |

| 欧布纳 | 19 |

| 蓬德拉博姆 | 7 |

### 铁路
蒂埃位于勒皮－拉勒瓦德达尔代什铁路上，因历史原因，该铁路从未实现建成运营。
距离蒂埃最近的运营中的客运铁路车站为42公里外的位于朗戈涅站，该停靠往返于克莱蒙费朗和尼姆一线的区域列车。

### 航空
蒂埃距离勒皮机场的公路里程大约76公里。

### 城市公共交通
截至2024年2月，蒂埃暂无任何城市公共交通系统。

## 政治

### 市政内阁

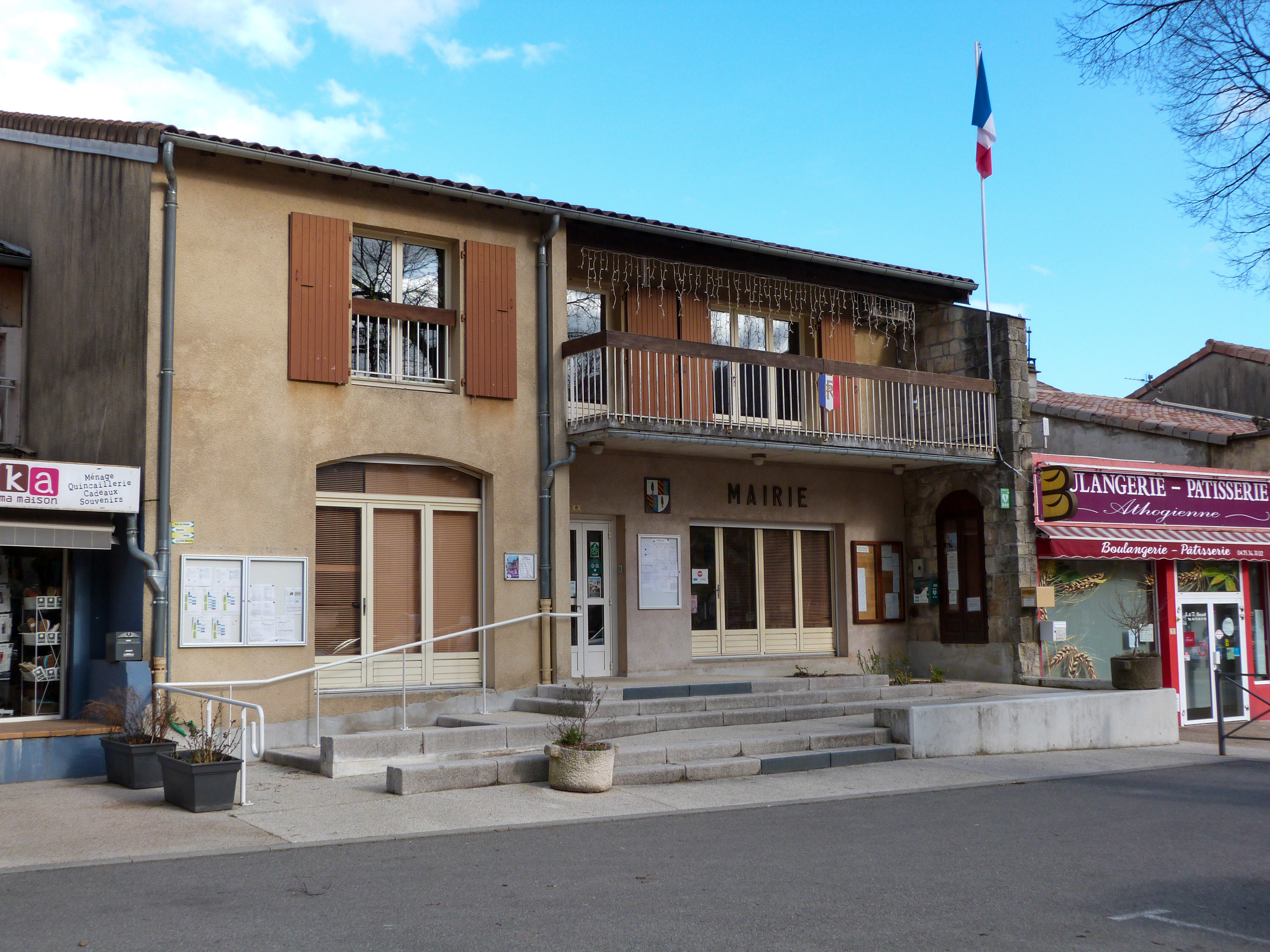
蒂埃市政厅

蒂埃的现任市长为皮埃尔·沙皮先生（Pierre CHAPUIS），他是一名右翼无党派人士，在2020年的市政选举中获得了54.66%的支持率。
| 蒂埃历届市长   | 蒂埃历届市长                  | 蒂埃历届市长                       |
| 任期           | 市长                          | 党派                               |
| -------------- | ----------------------------- | ---------------------------------- |
| 1919年－1947年 | Jean PICHOT 让·皮绍           | 不详                               |
| 1947年－1948年 | Louis ARZALLIER 路易·阿扎利耶 | 不详                               |
| 1948年－1956年 | Jean ARZALLIER 让·阿扎利耶    | 不详                               |
| 1956年－1965年 | Victor CHAPUIS 维克托·沙皮    | 不详                               |
| 1965年－1974年 | Hervé DE CHIRÉE 埃尔韦·德希雷 | UNR新共和国联盟 →UDR共和国保卫联盟 |
| 1976年－1977年 | Émile DEYDIER 埃米尔·戴迪耶   | DVD右翼无党派人士                  |
| 1977年－1995年 | Jean MOULIN 让·穆兰           | UDF法国民主联盟 →CDS社会民主中心   |
| 1995年－2020年 | Daniel TESTON 达尼埃尔·泰斯东 | UMP人民运动联盟 →LR共和黨          |
| 2020年－       | Pierre CHAPUIS 皮埃尔·沙皮    | DVD右翼无党派人士                  |

### 各级选举
| 蒂埃历届投票选举结果 | 蒂埃历届投票选举结果 | 蒂埃历届投票选举结果 | 蒂埃历届投票选举结果 | 蒂埃历届投票选举结果              | 蒂埃历届投票选举结果 | 蒂埃历届投票选举结果 | 蒂埃历届投票选举结果              | 蒂埃历届投票选举结果 | 蒂埃历届投票选举结果 |
| 选举项目             | 选举范围             | 选区单位             | 选区单位内的选举结果 | 选区单位内的选举结果              | 选区单位内的选举结果 | 选区单位内的选举结果 | 选区单位内的选举结果              | 选区单位内的选举结果 | 参考资料             |
| 选举项目             | 选举范围             | 选区单位             | 第一轮胜出者         | 第一轮胜出者                      | 支持率               | 第二轮胜出者         | 第二轮胜出者                      | 支持率               | 参考资料             |
| -------------------- | -------------------- | -------------------- | -------------------- | --------------------------------- | -------------------- | -------------------- | --------------------------------- | -------------------- | -------------------- |
| 2017年法國總統選舉   | 法國                 | 市镇                 |                      | 玛丽娜·勒庞                       | 29.95%               |                      | 埃马纽埃尔·马克龙                 | 52.45%               | [ 23 ]               |
| 2017年法国立法选举   | 阿尔代什省第三选区   | 市镇                 |                      | 马蒂厄·佩罗                       | 27.36%               |                      | 法布里斯·布兰                     | 55.27%               | [ 23 ]               |
| 2019年欧洲议会选举   | 法國                 | 市镇                 |                      | 若尔丹·巴尔代拉                   | 34.57%               | （不适用）           | （不适用）                        | （不适用）           | [ 25 ]               |
| 2021年法国省级选举   | 阿尔代什省           | 县                   |                      | 热罗姆·达尔韦尔尼 贝尔纳黛特·罗什 | 50.98%               |                      | 热罗姆·达尔韦尔尼 贝尔纳黛特·罗什 | 59.74%               | [ 26 ]               |
| 2021年法国省级选举   | 阿尔代什省           | 市镇                 |                      | 热罗姆·达尔韦尔尼 贝尔纳黛特·罗什 | 46%                  |                      | 热罗姆·达尔韦尔尼 贝尔纳黛特·罗什 | 52.12%               | [ 26 ]               |
| 2021年法国大区选举   |                      | 市镇                 |                      | 洛朗·沃基耶                       | 45.53%               |                      | 洛朗·沃基耶                       | 55.8%                | [ 27 ]               |
| 2022年法国总统选举   | 法國                 | 市镇                 |                      | 玛丽娜·勒庞                       | 37.37%               |                      | 玛丽娜·勒庞                       | 61.04%               | [ 23 ]               |
| 2022年法国立法选举   | 阿尔代什省第三选区   | 市镇                 |                      | 法布里斯·布兰                     | 32.16%               |                      | 法布里斯·布兰                     | 60.08%               | [ 23 ]               |

## 人口
2021年，蒂埃市镇人口数量为1,211，在法国排名第8,463位。其中男性587人，女性626人，75岁及以上人口占19.2%，外籍人口数量为33人，人口密度为56人/平方公里，当地居民被称为（男性）或（女性）。2022年，蒂埃境内出生10人，死亡人口26人。
| 蒂埃1901年－2021年人口变化情况 |
|                                |
| 数据来源：Cassini、INSEE       |

## 经济
截至2024年2月，蒂埃市镇范围内共有各类用人单位（包含自雇）184家，平均历史为18年，均为中小型企业（PME），2023年12月至2024年2月间，当地的经济活力指数为0.54%。

## 财政与居民收入
2022年，蒂埃的财政收入总额为1,428,280欧元，财政支出总额为953,460欧元，当年的债务总额为2,767,510欧元。2022年，蒂埃市镇通过增值税获得15,300欧元的收入，此外当地还共获得了108,010欧元的国家直接财政补助。
| 蒂埃居民收入情况                                 | 蒂埃居民收入情况 | 蒂埃居民收入情况      | 蒂埃居民收入情况 |
| 内容                                             | 蒂埃             | 法国                  | 统计年份         |
| ------------------------------------------------ | ---------------- | --------------------- | ---------------- |
| 征税家庭总数                                     | 556              | 1,081（法国市镇平均） | 2022年           |
| 居民平均月收入                                   | 1,755欧元        | 2,435欧元             | 2022年           |
| 高级职员人均月收入                               | 不详             | 4,331欧元             | 2021年           |
| 中级职员人均月收入                               | 不详             | 2,470欧元             | 2021年           |
| 普通职员人均月收入                               | 不详             | 1,801欧元             | 2021年           |
| 贫困率                                           | 不详             | 14.5%                 | 2020年           |
| 青壮年（15至64岁）失业率                         | 13.5%            | 7.4%                  | 2020年           |
| 征税家庭数量占比                                 | 35.9%            | 45.5%                 | 2020年           |
| 家庭年均纳税                                     | 1,648欧元        | 4,393欧元             | 2022年           |
| 资料来源：INSEE、L'Internaute、Le Journal du Net |                  |                       |                  |

## 社会事务

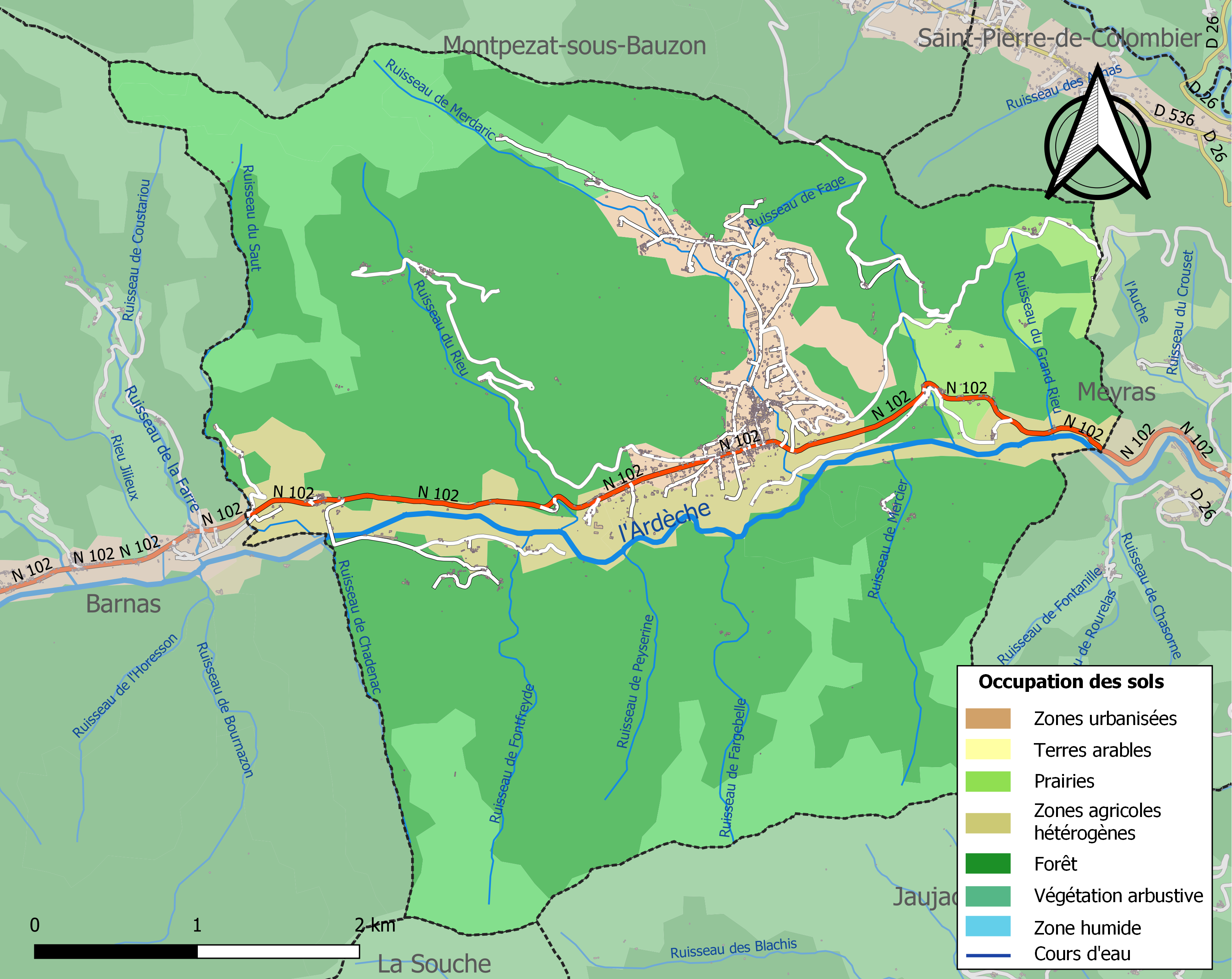
蒂埃土地利用情况地图

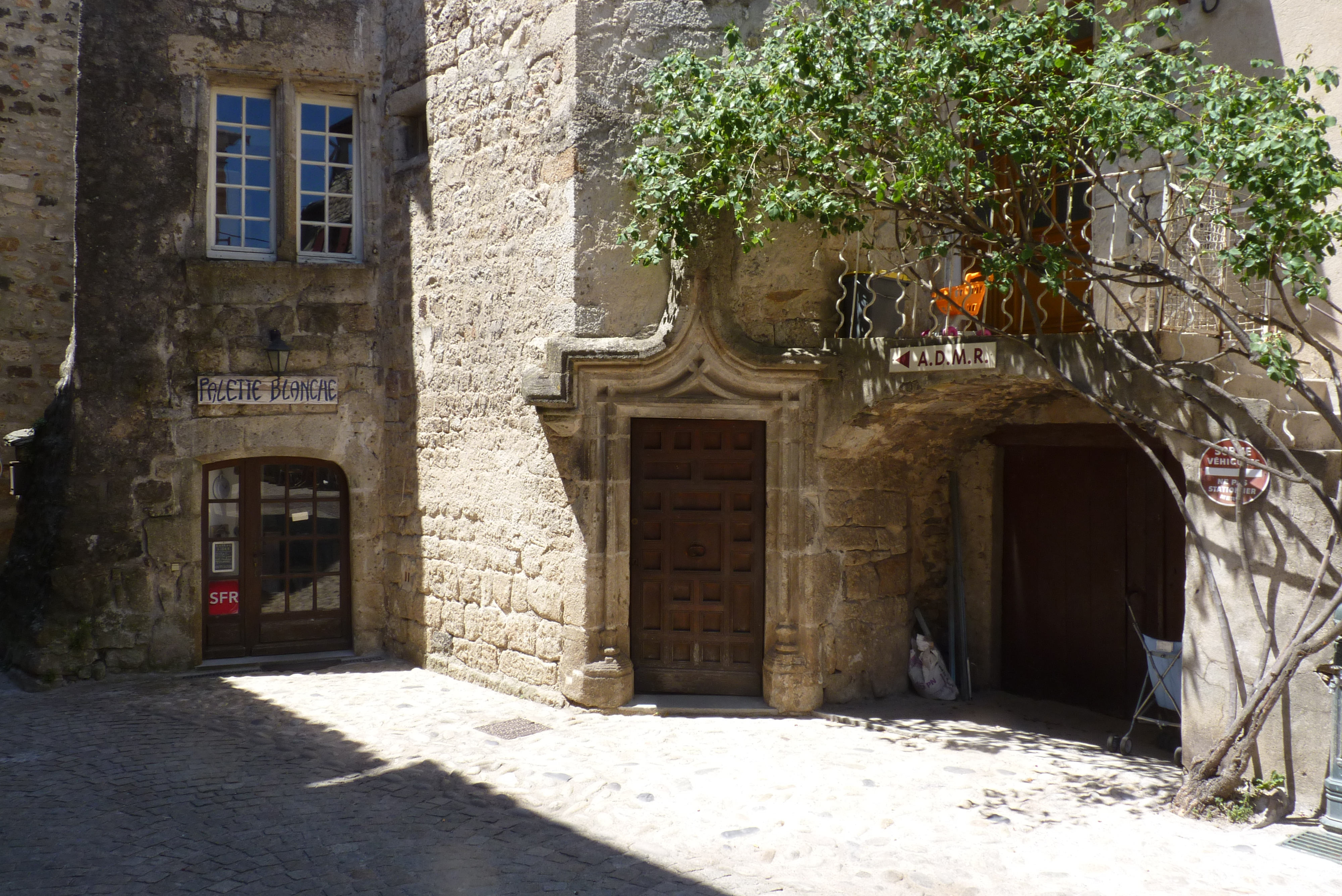
枫丹街

### 教育
蒂埃属于格勒诺布尔学区。截至2021年1月1日，蒂埃境内共有2所小学。

### 医疗
截至2021年1月1日，蒂埃境内共有全科医生3名、保健师3名、牙医1名、护士7名、耳科医生0名、眼科医生0名、皮肤科医生0名、助产士0名、儿科医生0名和妇科医生0名。境内共有药房1家、养老院1家、残疾人帮扶中心0家。
距离蒂埃最近的区域性医疗机构为南阿尔代什中心医院（Centre Hospitalier d'Ardèche Méridionale），其主病区贝尔纳·雨果医院（Hôpital Bernard Hugo）位于欧布纳，距离蒂埃市区的正常车程大约24分钟，该院设有床位272个，是当地规模最大的公立综合性医院。

### 住房
2020年，蒂埃境内共有各类住房982套，其中84.9%为独立式住宅，15.1%为集中式住宅。常住房屋占蒂埃市镇范围内居民建筑总量的58.7%。
在住房保障政策方面，2022年，蒂埃境内共有94户家庭获得了住房经济补助，受益人数占总人口数量的7.8%，其中88份为房租补助。

### 商业
2021年，蒂埃境内共有各类实体商铺34家，其中餐厅7家、杂货店1家、面包房2家、肉铺1家、美容美发店3家、汽车维修店6家。蒂埃镇中心建有一家家乐福E.LeclercIntermarchéSuper UAldiLidl超市。

### 体育
2021年，蒂埃境内共有1处网球场以及1处足球或橄榄球场。
截至2024年2月，蒂埃境内暂无任何注册足球俱乐部。

### 环境
蒂埃的环境事务由其所属的河源-火山阿尔代什市镇公共社区联合各级政府协调负责。2021年，蒂埃境内暂无污染企业。

### 治安
2021年，蒂埃市镇范围内共有1处宪兵队。
蒂埃及其附近的共142个市镇是拉让蒂耶尔国家宪兵队（zone gendarmerie de Largentière）的管辖范围。2020年，该宪兵队累计记录各类案件2,770起，其中盗窃类案件1,260起，经济类案件321起，毒品交易类案件116起。

## 文化

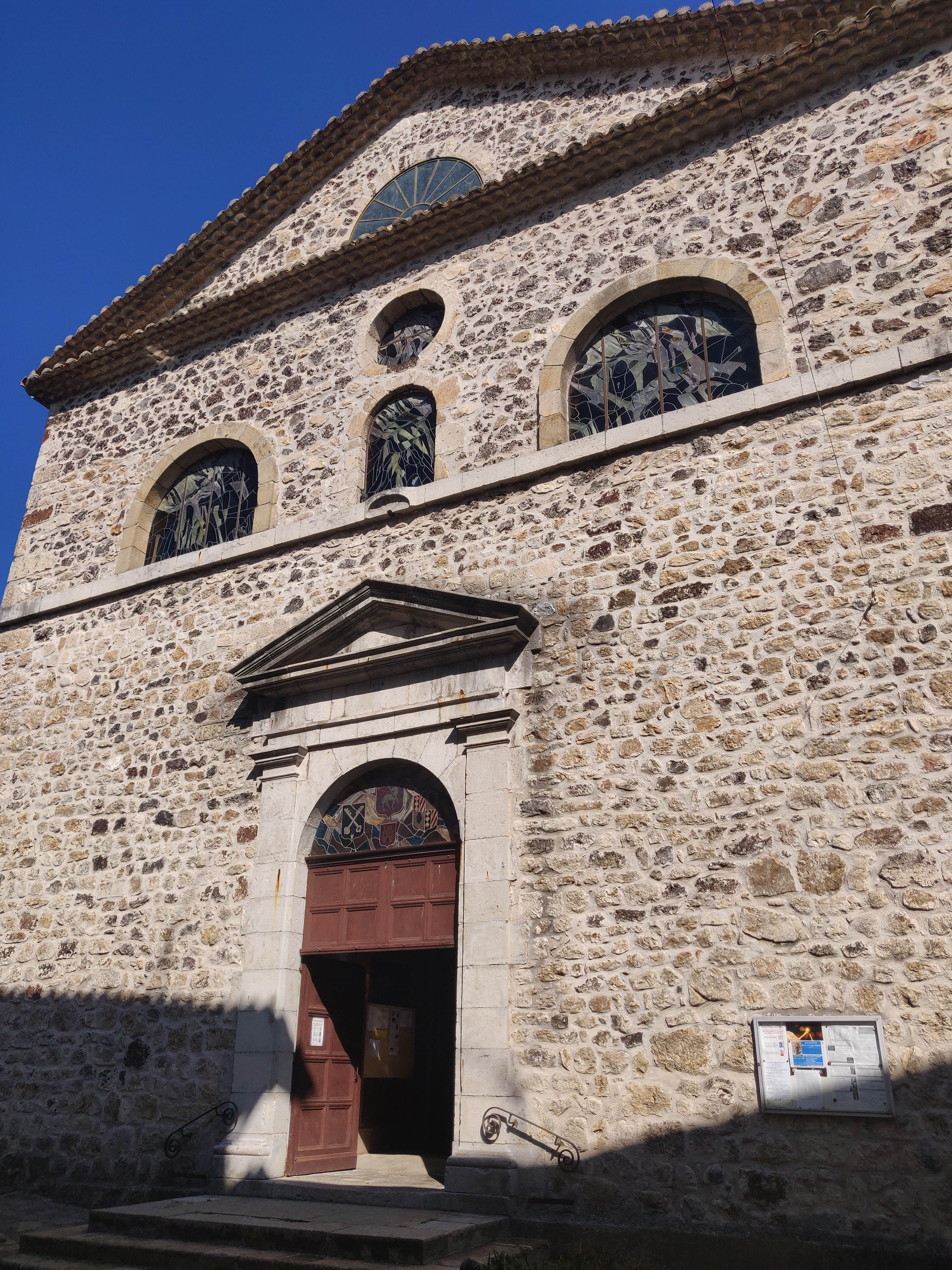
施洗约翰教堂

2021年，蒂埃境内暂无任何文化设施。蒂埃境内建有多媒体中心（Médiathèque），每周一、三、五、六向公众开放。

### 建筑
蒂埃境内有多处历史建筑，镇中心的施洗约翰教堂（Église Saint-Jean-Baptiste de Thueyts）和布卢城堡（Château de Blou）是当地的地标性建筑物。

### 旅游
蒂埃的旅游事务由其所属的河源-火山阿尔代什市镇公共社区联合各级政府协调负责。2023年，蒂埃境内共有3家酒店共计55间房间；另有2个露营地，可容纳共157辆露营车。

### 媒体
法国主要的媒体均可在蒂埃接收，法国电视三台下属的奥弗涅-罗讷-阿尔卑斯大区频道在部分时段播出蒂埃所在阿尔代什省的地方新闻。《阿尔代什周报》、蓝色法兰西德龙-阿尔代什广播、这里广播等是当地主要的地方性媒体。

## 友好城市
截至2024年2月，蒂埃共与一座城市建立了友好城市关系：
- 義大利 瓦尔普拉托-索阿纳